# Eurydike (Tochter des Antipatros)
Eurydike (altgriechisch Εὐρυδίκη Euridíkē; † nach 287 v. Chr.) war die Tochter des makedonischen Politikers und Feldherrn Antipatros und zweite Ehefrau des Satrapen bzw. späteren Königs Ptolemaios I. von Ägypten.

## Leben
Nach dem Tod Alexanders des Großen war Antipatros einer der mächtigsten Diadochen und verheiratete seine Tochter Eurydike – wohl nach der Konferenz von Triparadeisos – um 320 v. Chr. mit Ptolemaios I., dem Satrapen Ägyptens.
Aus der Ehe von Eurydike und Ptolemaios I. gingen folgende Kinder hervor:
- Ptolemaios Keraunos, König von Makedonien
- Meleagros, König von Makedonien
- ein Sohn unbekannten Namens, von Ptolemaios II. hingerichtet[3]
- Lysandra, die Ehefrau des Agathokles, des Sohnes des Lysimachos
- Ptolemais, die Ehefrau von Demetrios Poliorketes

Zu Eurydikes Gefolge gehörte ihre Nichte Berenike, eine Witwe aus Makedonien, die seit etwa 317 v. Chr. die Geliebte und schließlich als Berenike I. die dritte Ehefrau Ptolemaios’ I. wurde. Berenike gelang es, Eurydike nicht nur von der Seite ihres Ehemanns, sondern auch deren ältesten Sohn Ptolemaios Keraunos von der Thronfolge zu verdrängen.
Wohl kurz vor 287 v. Chr., also erst rund 30 Jahre nachdem sich Ptolemaios I. Berenike zugewandt hatte, verließ Eurydike Ägypten, vielleicht zusammen mit ihrem ältesten Sohn. 287 v. Chr. ist sie in Milet nachweisbar, wo ihre Tochter Ptolemais damals den Diadochen Demetrios Poliorketes vor dessen letztem Feldzug heiratete. Ihr Sohn Ptolemaios Keraunos dürfte ihr um 280 v. Chr. Kassandreia als Wohnsitz angewiesen haben, deren Einwohnern sie die Freiheit geschenkt haben soll. Auch habe ein gewisser Apollodoros das Fest der Eurydikeia zu ihren Ehren gestiftet. Ihr Todesdatum ist nicht überliefert.